# Paul Nihoul
Paul Nihoul (* 1963 in Brüssel) ist ein belgischer Jurist. Er ist Richter am Gericht der Europäischen Union.

## Leben und Wirken
Nihoul studierte zunächst Philosophie und Philologie an der Katholischen Universität Löwen, wo er 1984 seinen Abschluss erwarb. Dem schloss er ein Studium der Rechtswissenschaften in Löwen an, das er 1988 beendete. Ein Jahr später erwarb er noch den Titel Master of Laws an der Harvard Law School. Anschließend wurde er in New York zur Anwaltschaft zugelassen und praktizierte dort von 1990 bis 1991 als Rechtsanwalt. 1991 kehrte er nach Europa zurück und trat in den Dienst des Gerichtshofs der Europäischen Gemeinschaften, wo er bis 1995 Rechtsreferent bei den Richtern René Joliet und John Murray war. 1995 schlug er die akademische Laufbahn ein und war während seines Promotionsvorhabens an der Katholischen Universität Löwen zunächst als Forschungsassistent tätig. 1998 schloss Nihoul mit einer europarechtlichen Schrift seine Promotion zum Dr. iur. ab. Anschließend wechselte er als Lehrbeauftragter an die Reichsuniversität Groningen, wo er wenig später zum Professor aufstieg. Gleichzeitig unterrichtete er an der Katholischen Universität Löwen, wo er von 2001 bis 2016 das Zentrum für Verbraucherrecht leitete. Von 2012 bis 2015 war er Präsident des Instituts für Rechtsstudien. Außerdem war er von 1999 bis 2009 Inhaber eines vom Europäischen Forschungsrat ad personam verliehenen Jean‑Monnet-Lehrstuhls und von 2010 bis 2011 Fulbright Scholar an der American University. Außerdem war er von 2013 bis 2016 Präsident der Academic Society for Competition Law.
Als Hochschullehrer liegen seine Forschungsschwerpunkte insbesondere im europäischen Recht, dort dem Europäischen Wettbewerbsrecht und hierbei wiederum im Recht der Telekommunikationsdienstleistungen.
Am 19. September 2016 wurde Nihoul zum Richter am Gericht der Europäischen Union ernannt, wo er seitdem tätig ist.